# HMS Berwick (65)
L'HMS Berwick (Pennant number 65) è stato un incrociatore pesante Classe County, tipo Kent, della Royal Navy. Venne impostato nei cantieri Fairfield Shipbuilding and Engineering Company di Govan, in Scozia il 15 settembre 1924, varato il 30 marzo 1926 ed entrò in servizio il 12 luglio 1927.

## Servizio
Dopo l'entrata in servizio la Berwick venne inviata in Cina, dove rimase fino ad un temporaneo trasferimento nel Mar Mediterraneo nel 1936. Dopo una serie di importanti lavori portati avanti tra il 1937 ed il 1938 al rientro in servizio servì nel teatro di operazioni Nordamericano e nelle Indie Occidentali con l'Ottavo Squadrone Incrociatori fino al 1939. Allo scoppio della Seconda guerra mondiale ebbe compiti di scorta a convogli atlantici, per formare successivamente la Forza "F", insieme alla York, con l'obiettivo di intercettare le navi corsare tedesche. Nel periodo successivo non ne venne bloccata nessuna ma nel marzo 1940 riuscì a intercettare nello Stretto di Danimarca i mercantili Wolfsburg e Uruguay che tentavano di forzare il blocco.

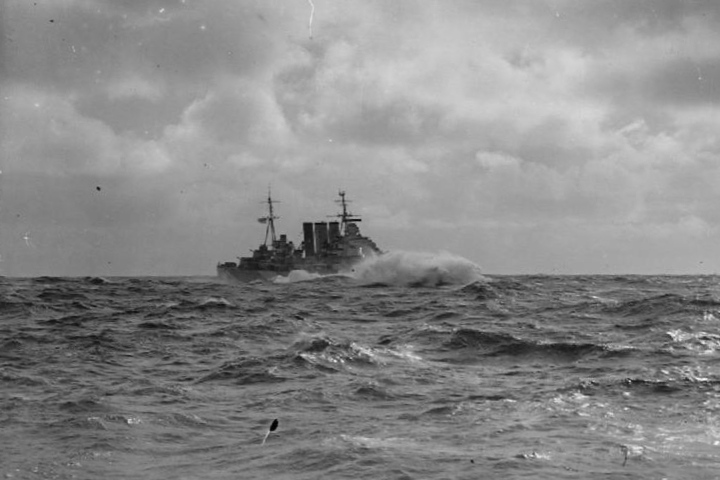
La Berwick al largo delle coste norvegesi

Il 9 aprile seguente partecipò alla Campagna di Norvegia e il 10 maggio all'Invasione dell'Islanda. Venne quindi riassegnata alla Forza "H" con base a Gibilterra, dove giunse il 7 novembre. L'11 novembre scortò la portaerei Illustrious che lanciò i suoi aerei contro la Base navale di Taranto nella cosiddetta Notte di Taranto. Più avanti nello stesso mese scortò convogli tra l'Egitto e la Grecia.
Il 24 novembre ricevette l'ordine di dirigersi a Freetown, in Sudafrica, scortando la portaerei Formidable insieme alla sorella Norfolk. Li avrebbero formato la Forza "K" per dare la caccia all'incrociatore da battaglia tedesco Admiral Scheer ma il 27 novembre questi ordini vennero ritirati e la Berwick venne trasferita nell'Atlantico settentrionale con compiti di scorta a convogli.
Mentre si dirigeva verso Gibilterra partecipò alla Battaglia di Capo Teulada, dove venne colpito due volte da colpi da 203 mm. Sette uomini vennero uccisi e nove feriti, la torretta Y venne messa fuori uso mentre il secondo colpo cadde nei quartieri degli ufficiali senza causare vittime.
Il 25 dicembre 1940, mentre scortava il convoglio di trasporti truppe WS-5A al largo delle Isole Canarie venne attaccata dall'incrociatore pesante tedesco Admiral Hipper. La Berwick ebbe la peggio nello scontro e fu costretta a tornare in patria per riparazioni, che durarono fino al giugno 1941.
Rientrata in servizio venne aggregata alla Home Fleet e per il resto del conflitto scortò convogli diretti in Unione Sovietica attraverso il Mare del Nord e l'Artico. Nel febbraio 1942 scortò le portaerei che attaccarono la nave da battaglia tedesca Tirpitz alla fonda ad Altenfjord. Partecipò ad una analoga missione anche nel 1944 e nel 1945. L'ultima missione della Berwick fu di scorta alle portaerei che attaccarono la costa norvegese nel 1945.
Dopo la fine del conflitto venne venduta alla British Iron and Steel Company il 15 giugno 1948 ed arrivò a Blyth il 12 luglio seguente per essere demolita presso i cantieri Hughes Bolkow.